# Twyford, Leicestershire
Twyford är en by i civil parish Twyford and Thorpe, i distriktet Melton, i grevskapet Leicestershire i England. Byn är belägen 9 km från Melton Mowbray. Twyford var en civil parish fram till 1936 när blev den en del av Twyford and Thorpe. Civil parish hade 282 invånare år 1931. Byn nämndes i Domedagsboken (Domesday Book) år 1086, och kallades då Taiworde/Tuiuorde.